# スプラッシュ (芸能事務所)
株式会社スプラッシュ（SPLASH Co.,Ltd）は、東京都目黒区中目黒に所在する日本の芸能事務所。

## 概要
1985年8月1日に設立。主に女性モデルを中心にマネージメントしており、これまでに及川麻衣や真壁小巻、浜島直子、本田翼など多くのモデル、キャンペーンガール、俳優などを輩出してきた。
近年はモデル、タレントのみならず、幅広いジャンルでプロモーションを行っている。
現在50名を越えるタレントが所属しているが、スタッフ数は代表取締役の本多万紀子、マネージャーの熊谷節子と伊藤真純の計3名と意外にも少ない。

## 所属タレント・モデル
- 相沢奈緒
- 渥美友里恵（「これは経費で落ちません! 」NHK 高岡奈央子 役/「真犯人フラグ 」日本テレビ 目白小夏 役）
- 飯塚園子（「3年B組金八先生」 第3シリーズ 梅田恵美 役）
- 今泉絵梨香
- 岩本千春（連続テレビ小説「はね駒」1986年 NHK ）
- 加藤里奈
- 柏原夕舞
- 川島佐和子
- 小山妙子
- 坂本麻紀子（「リトル・チャロ〜カラダにしみこむ英会話〜」 NHK教育テレビ）
- 桜子
- 佐々木詩帆
- 佐藤貴子
- 佐藤陽子
- 設楽和美
- 城咲友香
- 竹内佳菜子（「王様のブランチ」TBS ブランチリポーター29期生）
- 竹田麻衣
- 竹原桃子
- 飛田ありさ
- 中田美絵
- 萩美香（2007年度ミス日本グランプリ受賞）
- 藤嶋美伶（「浅野靖典の旅うま! 」グリーンチャンネル）
- 藤代絵梨子
- 丸山佳代
- 宮野美智瑠
- 森木美和
- 森麻里菜
- 山口明日香

## 過去に所属していたタレント・モデル
- 入江麻友子
- 植松香
- 及川麻衣（1991年東レ水着キャンペーンガール）
- 小川愛美（「恋のから騒ぎ」11期生）
- 加藤珠美
- 上村時恵
- 小出ミカ(当初は「小出美香」名義で活動)
- 後藤友香里
- 斎藤梨沙
- 櫻橋良枝
- 塩村文夏（「恋のから騒ぎ」13期生）
- 染井明希子(当初は「佐倉明希子」名義で活動、その後北海道文化放送アナウンサーを経て、現在はウェザーマップ所属の気象予報士)
- 高橋はるえ
- 鳳山えり(当初は「鳳山絵里」名義で活動)
- 中沢初絵
- 中原歩
- 永瀬沙世
- 浜島直子
- 福村真樹（1992年東レ水着キャンペーンガール）
- 船見啓子（1992年カネボウ水着キャンペーンガール）
- 富士川麻由子
- 本田翼
- 真壁小巻（1993年旭化成水着キャンペーンガール）
- 松村はるか
- 森川美沙緒
- 村上麻里恵